# Ainu Times
Ainu Times (en japonès: アイヌタイムズ) és l'única revista publicada en idioma ainu. Utilitza les transcripcions en katakana i en alfabet romànic. Fundat el 20 de març de 1997, es publica cada 3 mesos. El seu redactor actual (2006) és Takashi Hamada (浜田隆史).